# Stadion Arkonii Szczecin
Stadion Arkonii Szczecin – stadion sportowy w Szczecinie. 

## Historia
Powstał w 1923 w Lasku Arkońskim (ówcześnie niem. Eckerberger Wald) jako obiekt klubu Stettiner SC. Do 1933 roku nosił nazwę Richard-Lindemann Sportplatz a jego trybuny mieściły 32 tys. widzów. 15 września 1935 na SSC-Platz odbył się mecz reprezentacji Niemiec prowadzonej wówczas przez Otto Nerza i Estonii, zakończony zwycięstwem gospodarzy 5:0. Było to pierwsze w historii spotkanie tych drużyn. 
Od 1946 roku jest własnością klubu Arkonia Szczecin. Na kompleks sportowy składa się boisko główne do uprawiania piłki nożnej (płyta o wymiarach 105 x 68 metrów), dwa boiska treningowe z nawierzchnią szutrową. Ponadto w budynku klubowym znajduje się sala treningowa, gabinet odnowy biologicznej oraz pięć szatni. 
Obiekt mieści się przy ul. Arkońskiej 1. Według danych klubu, trybuny boiska głównego mogą pomieścić ok. 9000 widzów (w tym 1000 na stojąco). Od stycznia 2007 boisko posiada sztuczne oświetlenie, składające się z dwudziestu lamp halogenowych umieszczonych na dziesięciu masztach po obu stronach płyty boiska. Każda z nich ma moc 250 watów.
W lutym 2018 rozpoczęła się pierwsza w powojennej historii obiektu jego kompleksowa modernizacja. Plan zakłada rozbiórkę dwóch trybun, pozostawienie jednej przy ulicy Arkońskiej, zastąpienie głównej murawy boiskiem ze sztuczną trawą i wybudowanie obok w miejscu wyburzonych trybun boiska z murawą naturalną. Prace miały zakończyć się po około 1,5 roku. 
Najdogodniejszy dojazd od strony Centrum i Niebuszewa zapewniają linie tramwajowe nr 3 i nr 10, natomiast zarówno od strony osiedla Zawadzkiego, jak i Arkońskiego – autobus linii 80.